# Sự hình thành bão nhiệt đới

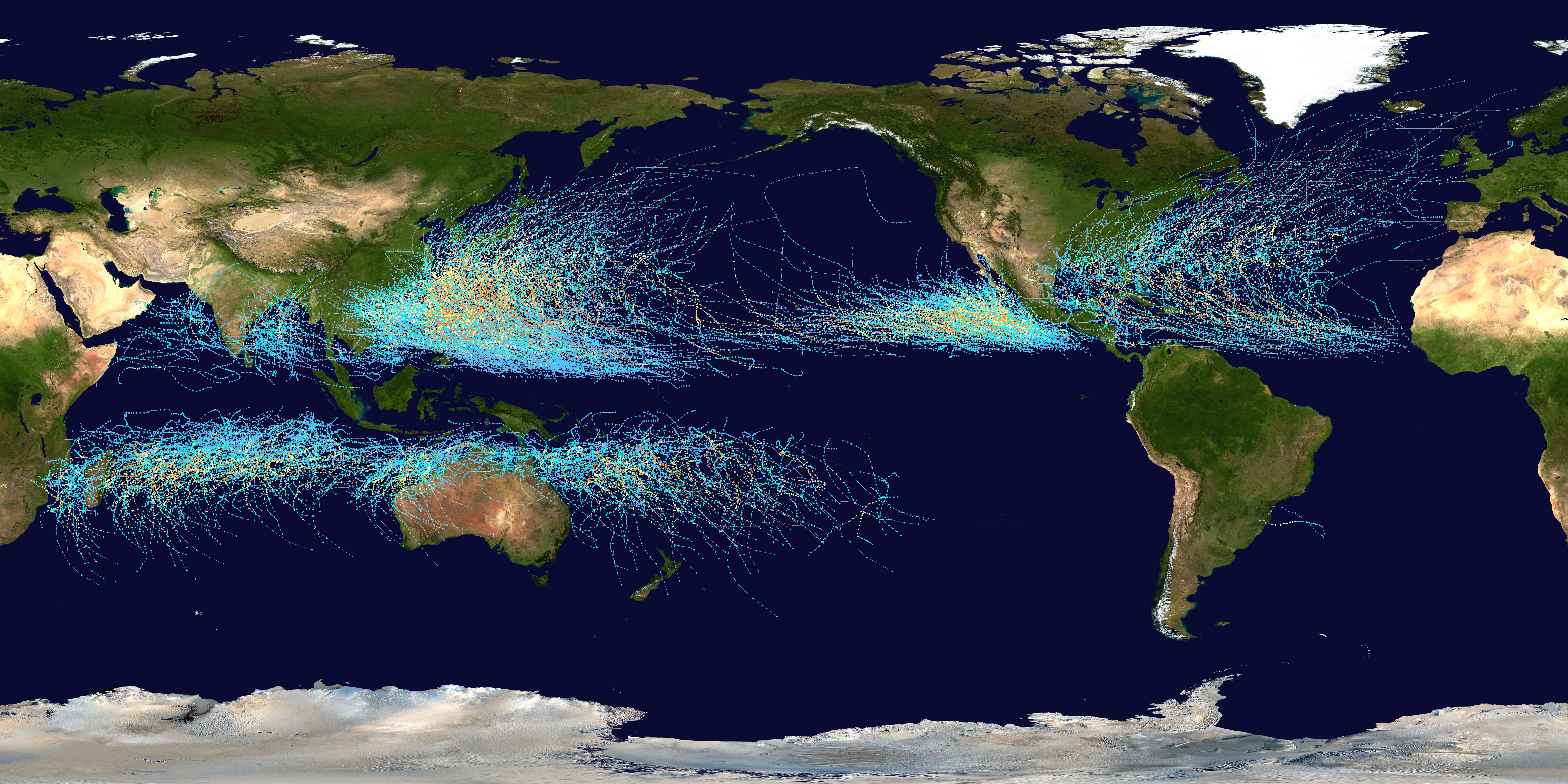
Đường đi của xoáy thuận nhiệt đới toàn cầu từ năm 1985 đến năm 2005, chỉ ra các khu vực mà xoáy thuận nhiệt đới thường phát triển

Sự hình thành xoáy thuận nhiệt đới là quá trình phát triển và tăng cường của một xoáy thuận nhiệt đới trong khí quyển.

## Điều kiện hình thành các cơn bão nhiệt đới

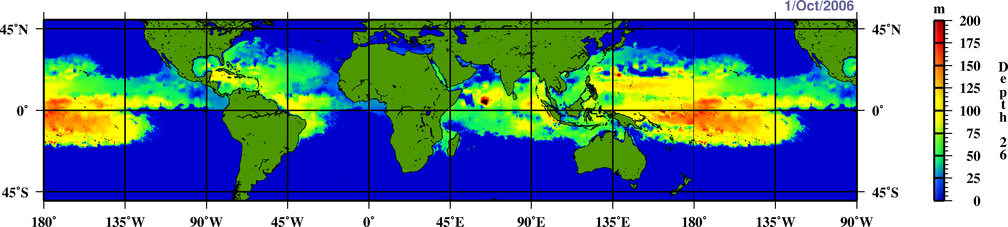
Độ sâu của đẳng nhiệt 26 ° C vào ngày 1 tháng 10 năm 2006

Có sáu điều kiện chính cho việc hình thành các cơn bão nhiệt đới: nhiệt độ mặt biển ấm, sự bất ổn định trong khí quyển, độ ẩm cao ở tầng giữa của tầng đối lưu, lực Coriolis đủ để duy trì một trung tâm áp suất thấp, sự tập trung hoặc sự xáo trộn đã tồn tại ở mức thấp, và gió đứt theo chiều dọc thấp. Trong khi những điều kiện này là cần thiết cho sự hình thành của xoáy thuận nhiệt đới, chúng không bảo đảm rằng một cơn bão nhiệt đới sẽ hình thành.

### Nước nóng, sự bất ổn định và độ ẩm trung bình

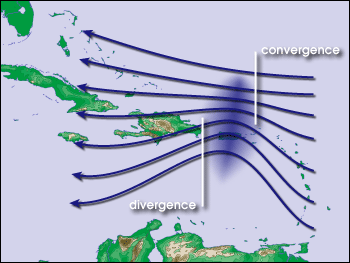
Sóng trong gió mậu dịch ở Đại Tây Dương - những khu vực gió hội tụ di chuyển từ từ theo cùng một tuyến đường với gió đang lưu hành - tạo ra những bất ổn định trong bầu khí quyển có thể dẫn đến sự hình thành của các cơn bão.

Thông thường, nhiệt độ đại dương 26,5 °C (79,7 °F) trải dài độ sâu tối thiểu 50 mét (160 ft) được coi là nhỏ nhất để duy trì một cơn lốc xoáy đặc biệt là cơn xoáy thuận nhiệt đới. Những vùng nước ấm này là cần thiết để duy trì cốt lõi ấm áp làm nhiên liệu cho các hệ thống nhiệt đới. Giá trị này cao hơn 16,1 °C (60,9 °F), nhiệt độ bề mặt toàn cầu trung bình của các đại dương .
Các cơn lốc xoáy nhiệt đới hình thành ngay cả khi điều kiện bình thường không được đáp ứng. Ví dụ, nhiệt độ không khí mát hơn ở độ cao (ví dụ, ở mức 500 hPa, hay 5,9 km) có thể dẫn đến sự hình thành bão nhiệt đới ở nhiệt độ nước thấp hơn, như một tỉ lệ giảm độ nhiệt nhất định đòi hỏi để bắt buộc bầu khí quyển không ổn định đủ để đối lưu. Trong điều kiện ẩm ướt, tỷ lệ này là 6,5 °C / km, trong khi ở trong không khí có độ ẩm tương đối nhỏ hơn 100% thì tỷ lệ giảm độ nhiệt là 9,8 °C / km .
Ở mức 500 hPa, nhiệt độ không khí trung bình -7 °C (18 °F) trong vùng nhiệt đới, nhưng không khí ở vùng nhiệt đới thường khô ở mức này, cho không khí có chỗ cho bầu ướt (nhiệt độ bầu ướt), hoặc mát mẻ khi nó ẩm, đến một nhiệt độ thuận lợi hơn mà sau đó có thể hỗ trợ đối lưu. Cần có nhiệt độ bầu ướt ở 500 hPa trong khí hậu nhiệt đới -13,2 o C để bắt đầu sự đối lưu nếu nhiệt độ nước là 26,5 o C và đòi hỏi về nhiệt độ này tăng hoặc giảm một cách tương ứng 1 o C ở nhiệt độ mặt biển cho mỗi 1 o C thay đổi ở 500 hpa. Dưới bão lốc xoáy lạnh, nhiệt độ 500 hPa có thể giảm xuống thấp đến -30oC, có thể bắt đầu sự đối lưu thậm chí ở môi trường khô nhất. Điều này cũng giải thích lý do tại sao độ ẩm ở giữa tầng của tầng đối lưu, khoảng ở mức 500 hPa, thường là một đòi hỏi cho sự phát triển. Tuy nhiên, khi không khí khô được tìm thấy ở cùng độ cao, nhiệt độ ở 500 hPa thậm chí còn lạnh hơn khi bầu khí quyển khô đòi hỏi tỷ lệ mất đi lớn hơn đối với sự bất ổn so với bầu khí quyển ẩm ướt. Ở độ cao gần cuối tầng đối lưu, nhiệt độ trung bình 30 năm (được đo trong khoảng thời gian từ 1961 đến 1990) là -77 °C (-105 °F). Một ví dụ gần đây về một cơn lốc xoáy nhiệt đới duy trì chính nó ở những vùng nước mát hơn là hurricane Epsilon của mùa bão nhiệt đới Đại Tây Dương năm 2005.

#### Vai trò của cường độ tiềm năng tối đa  (MPI)
Kerry Emanuel đã tạo ra một mô hình toán học khoảng năm 1988 để tính toán giới hạn phía trên của cường độ xoáy thuận nhiệt đới dựa trên nhiệt độ mặt biển và các thành phần khí quyển từ mô hình toàn cầu mới nhất. Mô hình của Emanuel được gọi là cường độ tiềm năng tối đa, hoặc MPI. Các bản đồ được tạo ra từ phương trình này cho thấy các vùng có thể tạo ra cơn bão nhiệt đới và siêu bão, dựa trên nhiệt động lực học của khí quyển tại thời điểm chạy mô hình cuối cùng (0000 hoặc 1200 UTC). Điều này không tính đến cơn gió đứt dọc.

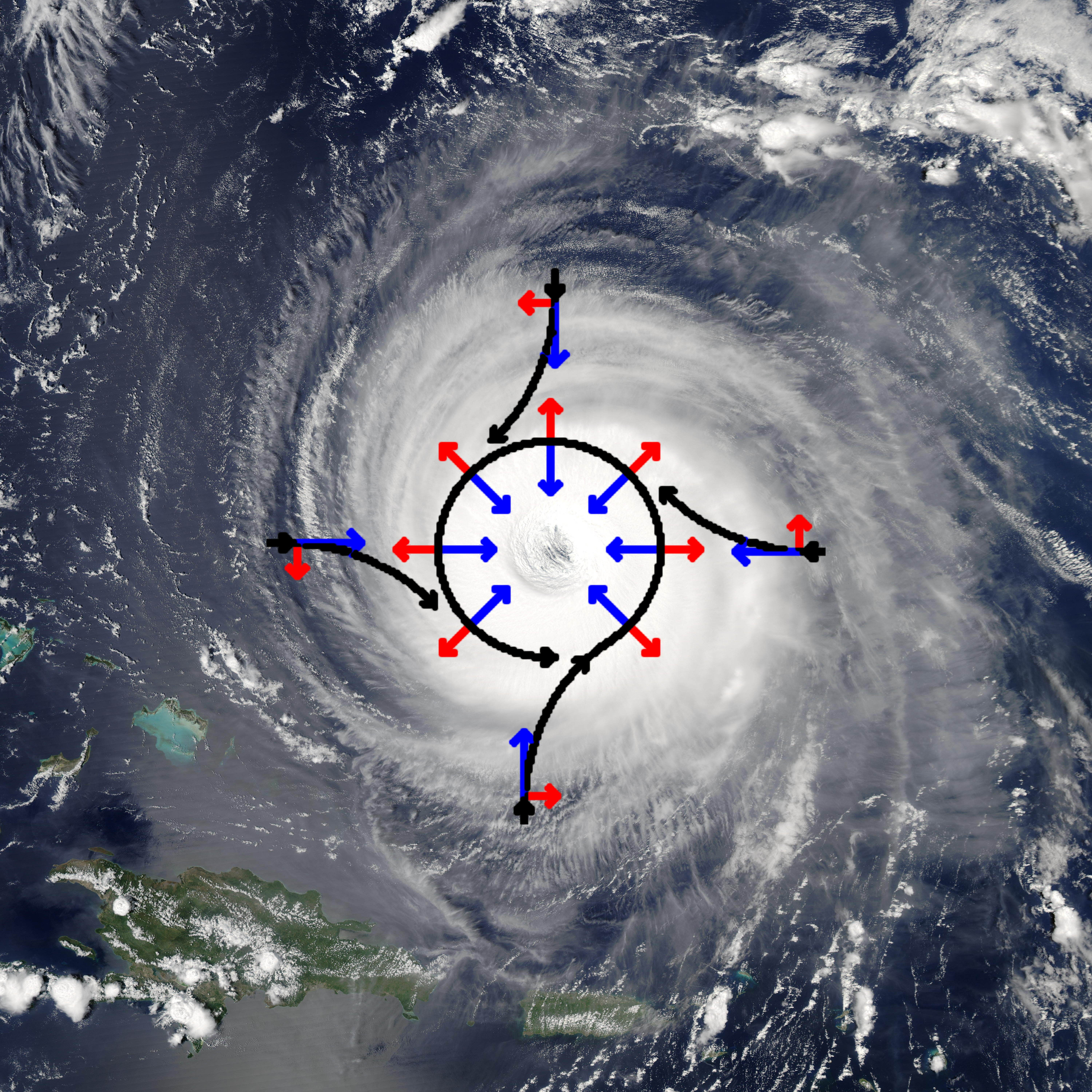
Biểu diễn giản đồ dòng chảy quanh khu vực có áp suất thấp (trong trường hợp này là Hurricane Isabel) ở Bắc bán cầu. Lực thang độ áp suất được biểu diễn bằng các mũi tên màu xanh, tăng tốc Coriolis (luôn trực giao với vận tốc) bằng các mũi tên đỏ

### Lực Coriolis
Khoảng cách tối thiểu 500 km (310 dặm) từ đường xích đạo thường là cần thiết cho cyclogenesis nhiệt đới [1]. Lực Coriolis truyền đạt 
độ xoáy vào dòng chảy và phát sinh khi gió bắt đầu chảy về phía áp suất thấp tạo ra bởi sự xáo trộn đã có sẵn. Trong các khu vực có lực Coriolis rất nhỏ hoặc không tồn tại (ví dụ gần đường xích đạo), chỉ có lực khí quyển đáng kể đóng một vai trò ở đây là lực chênh lệch áp suất (sự chênh lệch áp suất làm cho gió thổi từ cao đến thấp)  và một lực ma sát nhỏ hơn; hai lực này một mình sẽ không gây ra độ xoáy quy mô lớn đòi hỏi cho việc hình thành bão nhiệt đới. Sự tồn tại của một lực Coriolis đáng kể cho phép xoáy phát triển để đạt được sự cân bằng gió gây ra bởi áp suất chênh lệch . Đây là điều kiện cân bằng được tìm thấy trong các cơn lốc nhiệt đới đã trưởng thành cho phép nhiệt tiềm ẩn (latent heat) tập trung gần lõi bão; điều này dẫn đến việc duy trì hoặc tăng cường gió cuộn nếu các yếu tố phát triển khác là trung tính.

### Xáo trộn ở mức thấp
Cho dù đó là áp thấp trong vùng phủ sóng liên nhiệt đới (ITCZ), một con sóng nhiệt đới, bề mặt frông hoặc một ranh giới dòng chảy ra ngoài, cần phải có tính năng bậc thấp với độ xoáy và hội tụ đủ để bắt đầu việc hình thành bão nhiệt đới. Ngay cả với điều kiện hoàn hảo ở cấp trên và sự bất ổn định trong khí quyển như đòi hỏi, sự thiếu tập trung bề mặt sẽ ngăn cản sự phát triển của sự đối lưu hữu hiệu và bề mặt thấp. Lốc xoáy nhiệt đới có thể hình thành khi các lưu thông nhỏ hơn trong vùng hội tụ liên vùng liên nhiệt đới kết hợp.

### Sức gió yếu
Gió đứt dọc dưới 10 m/s (20 kt, 22 mph) giữa bề mặt và phần cuối tầng đối lưu thuận lợi cho sự phát triển của lốc xoáy nhiệt đới. Một gió đứt yếu hơn làm cho cơn bão phát triển nhanh hơn theo hướng chiều dọc vào không khí, giúp cơn bão phát triển và trở nên mạnh hơn. Nếu gió đứt dọc quá mạnh, cơn bão không thể vươn lên toàn bộ tiềm năng và năng lượng sẽ lan ra trên diện tích quá lớn để bão có thể tăng cường. Gió đứt mạnh có thể "thổi" tan cơn lốc xoáy nhiệt đới,, vì nó làm cho lõi tầng giữa ấm ra khỏi bề mặt lưu thông và làm khô tầng giữa của tầng đối lưu, làm ngưng sự phát triển. Trong các hệ thống nhỏ hơn, sự phát triển của một phức hợp đối lưu bậc giữa (meoscale) trong môi trường cắt có thể đưa ra một ranh giới dòng chảy lớn đủ để phá huỷ lốc xoáy bề mặt. Gió đứt trung bình có thể dẫn đến sự phát triển ban đầu của phức hợp đối lưu và bề mặt thấp tương tự như vĩ độ trung bình, nhưng nó phải dịu đi để cho phép sự hình thành bão nhiệt đới tiếp tục.

#### Tương tác vùng khí quyển áp suất thấp thuận lợi
Gió đứt dọc có giới hạn có thể tích cực đối với việc hình thành các cơn bão nhiệt đới. Khi một vùng khí quyển áp suất thấp tầng cao có cùng mức độ với sự xáo trộn nhiệt đới, hệ thống này có thể được dẫn dắt bởi hệ thống cấp trên vào khu vực có độ phân tán tốt hơn, có thể gây ra sự phát triển hơn nữa. Cơn lốc xoáy phía trên yếu hơn là những ứng cử viên tốt hơn cho sự tương tác thuận lợi. Có bằng chứng cho thấy những cơn lốc xoáy nhiệt đới có gió đứt yếu ban đầu phát triển nhanh hơn các lốc xoáy nhiệt đới không có gió đứt, mặc dù điều này xảy ra với cái giá của một cường độ đỉnh cao với tốc độ gió yếu hơn nhiều và áp suất tối thiểu cao hơn  Quá trình này còn được gọi là khởi đầu chênh lệch áp suất (baroclinic) của một cơn bão nhiệt đới. Các xoáy lốc phía trên và các vùng khí quyển áp suất thấp phía trên có thể gây ra các luồng dòng chảy ra ngoài bổ sung và hỗ trợ trong quá trình tăng cường. Cần lưu ý rằng các rối loạn nhiệt đới phát triển có thể giúp tạo ra hoặc làm sâu vùng khí quyển áp suất thấp phía trên hay vùng thấp phía trên theo sau nó do tia thoát ra từ các xáo trộn hay lốc xoáy nhiệt đới đang phát triển.
Có những trường hợp các đới lớn, vĩ độ giữa có thể giúp ích cho quá trình hình thành bão nhiệt đới khi một dòng không khí mức cao đi qua phía tây bắc của hệ thống đang phát triển, sẽ giúp tạo ra sự phân kỳ ở trên cao và tràn xuống bề mặt, kéo theo cơn lốc xoáy. Loại tương tác này thường liên quan đến các rối loạn đã có trong quá trình thay đổi hướng đi.

## Thời gian hình thành

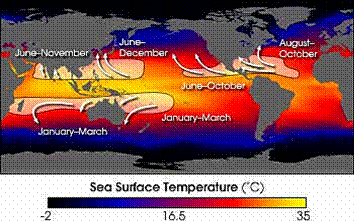
Đỉnh của hoạt động trên toàn thế giới

Các hoạt động bão nhiệt đới trên toàn thế giới lên đến điểm cao vào cuối mùa hè khi nhiệt độ nước ấm nhất. Tuy nhiên, mỗi lưu vực đều có những mô hình theo mùa riêng. Trên phạm vi toàn cầu, tháng 5 là tháng hoạt động ít nhất, trong khi tháng 9 là hoạt động tích cực nhất.
Ở Bắc Đại Tây Dương, mùa bão riêng biệt xảy ra từ ngày 1 tháng 6 đến ngày 30 tháng 11, tăng mạnh từ cuối tháng 8 đến suốt tháng 10. Đỉnh thống kê của mùa bão Bắc Đại Tây Dương là ngày 10 tháng 9. Vùng Đông Bắc Thái Bình Dương có một khoảng thời gian hoạt động rộng hơn, nhưng trong một khoảng thời gian tương tự như Đại Tây Dương. Tây Bắc Thái Bình Dương cho thấy các trận lốc xoáy nhiệt đới quanh năm, tối thiểu là vào tháng 2 và đỉnh điểm vào đầu tháng 9. Tại lưu vực phía Bắc Ấn Độ, các cơn bão thường xảy ra nhất từ tháng 4 đến tháng 12, với các đỉnh cao trong tháng 5 và tháng 11.
Ở Nam bán cầu, hoạt động của các cơn bão nhiệt đới thường bắt đầu vào đầu tháng 11 và thường kết thúc vào ngày 30 tháng 4. Hoạt động Nam bán cầu cao nhất từ giữa tháng 2 đến đầu tháng 3 . Hầu như tất cả các hoạt động Nam bán cầu được xem từ bờ biển phía nam châu Phi về phía đông, hướng tới Nam Mỹ. Lốc xoáy nhiệt đới là những sự kiện hiếm hoi ở Nam Đại Tây Dương và phía đông nam Thái Bình Dương.
| Độ dài mùa bão và các con số trung bình | Độ dài mùa bão và các con số trung bình | Độ dài mùa bão và các con số trung bình | Độ dài mùa bão và các con số trung bình | Độ dài mùa bão và các con số trung bình | Độ dài mùa bão và các con số trung bình |
| Khu vực                                 | Thời điểm bắt đầu                       | Thời điểm kết thúc                      | Bão nhiệt đới                           | Bão cuồng phong (Hurricane)             | Tham khảo                               |
| --------------------------------------- | --------------------------------------- | --------------------------------------- | --------------------------------------- | --------------------------------------- | --------------------------------------- |
| Bắc Đại Tây Dương                       | 1 tháng 6                               | 30 tháng 11                             | 12.1                                    | 6.4                                     | [ 24 ]                                  |
| Đông Bắc Thái Bình Dương                | 15 tháng 5                              | 30 tháng 11                             | 16.6                                    | 8.9                                     | [ 24 ]                                  |
| Tây Bắc Thái Bình Dương                 | 1 tháng 1                               | 31 tháng 12                             | 27.0                                    | 17.0                                    | [ 24 ]                                  |
| Bắc Ấn Độ Dương                         | 1 tháng 1                               | 31 tháng 12                             | 4.8                                     | 1.5                                     | [ 24 ]                                  |
| Tây Nam Ấn Độ Dương                     | 1 tháng 7                               | 30 tháng 6                              | 9.3                                     | 5.0                                     | [ 24 ] [ 25 ]                           |
| Khu vực Úc                              | 1 tháng 11                              | 30 tháng 4                              | 11.0                                    |                                         | [ 26 ]                                  |
| Nam Thái Bình Dương                     | 1 tháng 11                              | 30 tháng 4                              | 7.4                                     | 4                                       | [ 27 ]                                  |
| Toàn cầu                                | 1 tháng 1                               | 31 tháng 12                             | 86.0                                    | 46.9                                    | [ 24 ]                                  |

## Các khu vực không bình thường để hình thành

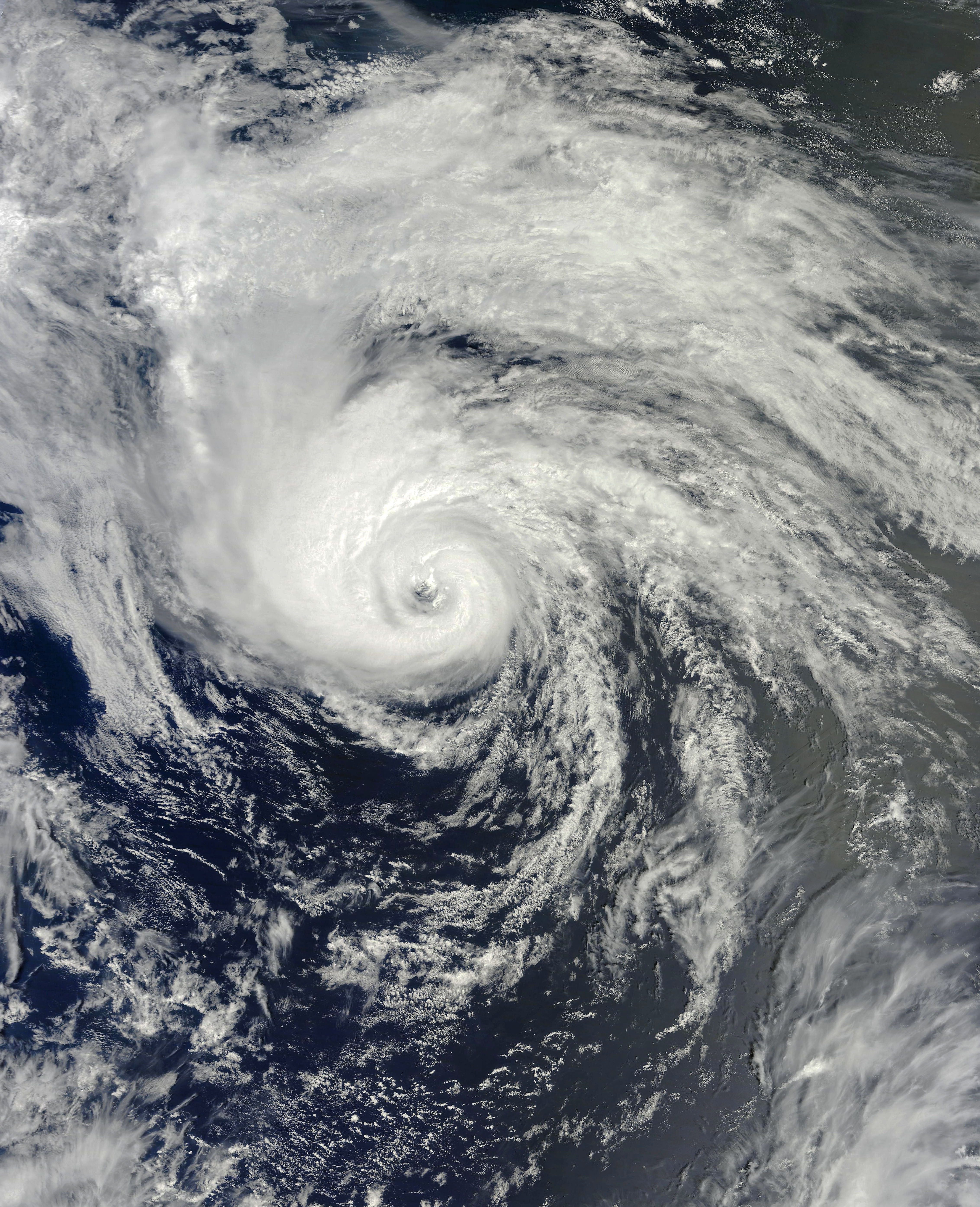
Hurricane Chris hình thành trong vùng cận nhiệt đới ôn hòa trong mùa hurricane Đại Tây Dương năm 2012.

### Vĩ độ trung bình
Các vùng xa hơn 30 độ so với đường xích đạo (ngoại trừ ở gần một dòng nước nóng) thường không gây ra sự hình thành bão nhiệt đới hay tăng cường nó, và các khu vực nhiều hơn 40 độ so với đường xích đạo thường rất là không thuận lợi cho sự phát triển đó. Yếu tố hạn chế chủ yếu là nhiệt độ nước, mặc dù độ cắt tăng tại vĩ độ gia tăng cũng là một yếu tố. Những khu vực này đôi khi bị những cơn lốc xoáy đi ngang qua di chuyển hướng cực từ những vĩ độ nhiệt đới. Trong những dịp hiếm hoi, như năm 2004 (Hurricane Alex), 1988 (bão Alberto), và năm 1975 (Pacific Northwest hurricane), bão có thể hình thành hoặc tăng cường trong khu vực này. Thông thường, các cơn lốc xoáy nhiệt đới sẽ trải qua quá trình chuyển đổi ngoài nhiệt đới sau khi uốn lại hướng cực, và thường trở nên hoàn toàn ngoài nhiệt đới sau khi đạt tới vĩ độ 45-50˚. Phần lớn các cơn lốc xoáy ngoài nhiệt đới thường có xu hướng tái gia tăng sau khi hoàn thành giai đoạn chuyển tiếp .

### Gần đường xích đạo
Các khu vực trong vĩ độ xấp xỉ 10 độ của đường xích đạo không gặp một lực Coriolis đáng kể, một thành phần quan trọng trong sự hình thành của cơn bão nhiệt đới. Tuy nhiên, gần đây một vài cơn lốc xoáy nhiệt đới đã được quan sát thấy hình thành trong vòng 5 độ của xích đạo .

### Nam Đại Tây Dương
Một sự kết hợp của gió đứt và sự thiếu xáo trộn nhiệt đới từ vùng hội tụ liên nhiệt đới (ITCZ) làm cho Nam Đại Tây Dương rất khó khăn để hỗ trợ các hoạt động nhiệt đới . Trên bốn cơn lốc nhiệt đới đã được quan sát ở đây, chẳng hạn như một cơn bão nhiệt đới yếu vào năm 1991 ngoài khơi bờ biển châu Phi gần Angola, Hurricane Catarina, đã đổ bộ vào Brazil vào năm 2004 ở cường độ cấp 2 và một cơn bão nhỏ hơn vào tháng 1 năm 2004, ở phía đông của Salvador, Braxin. Cơn bão tháng 1 được cho là đã đạt đến cường độ bão nhiệt đới dựa trên các phép đo scatterometer cường độ gió.

### Địa Trung Hải và Biển Đen
Các cơn bão xuất hiện tương tự như các cơn lốc xoáy nhiệt đới trong cấu trúc đôi khi xảy ra ở lưu vực Địa Trung Hải. Các ví dụ về những "lốc xoáy nhiệt đới Địa Trung Hải" được hình thành vào tháng 9 năm 1947, tháng 9 năm 1969, tháng 9 năm 1973, tháng 8 năm 1976, tháng 1 năm 1982, tháng 9 năm 1983, tháng 12 năm 1984, tháng 12 năm 1985, tháng 10 năm 1994, tháng 1 năm 1995, tháng 10 năm 1996, tháng 9 năm 1997, tháng 12 năm 2005 2006, tháng 11 năm 2011 và tháng 11 năm 2014. Tuy nhiên, vẫn còn có tranh luận về những cơn bão này có tính chất nhiệt đới hay không .
Biển Đen đôi khi tạo ra hoặc tăng cường các cơn bão mà bắt đầu quay vòng cyclonic, và dường như tương tự như các cơn lốc xoáy thấy được ở Địa Trung Hải.

### Những nơi khác

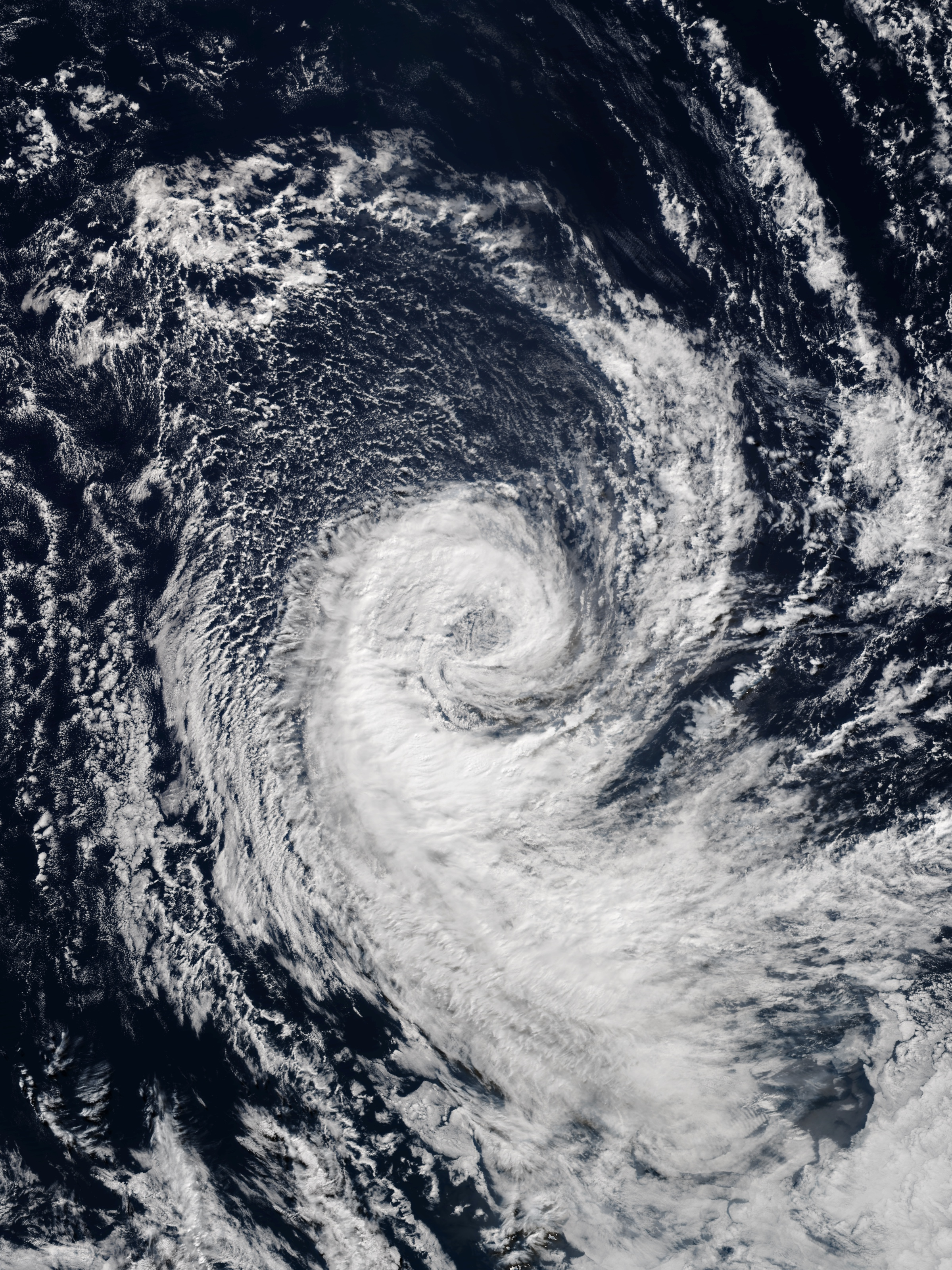
Bão lốc "Katie" trên vùng biển Đông Nam Thái Bình Dương vào tháng 5 năm 2015

Sự hình thành bão nhiệt đới rất hiếm ở vùng biển đông nam Thái Bình Dương do nhiệt độ bề mặt biển lạnh tạo ra bởi dòng hải lưu Humboldt tạo và độ gió đứt không thuận lợi; không có ghi nhận về một cơn bão nhiệt đới tấn công Tây Nam Mỹ. Nhưng vào giữa năm 2015, một cơn lốc xoáy cận nhiệt đới hiếm được nhận diện vào đầu tháng 5 khá gần Chile. Hệ thống này được các nhà nghiên cứu tuy không chính thức gọi là Katie . Và cũng tháng 5 năm 2018, một xoáy thuận cận nhiệt đới khác hình thành rất gần Chile ở vào khoảng 80 độ kinh Tây và được các nhà nghiên cứu gọi tên không chính thức là Lexi.
Các cơn lốc đã được báo cáo ở ngoài khơi Morocco trong quá khứ. Tuy nhiên, nó là vấn đề tranh cãi về tính chất nhiệt đới thực sự của chúng .
Hoạt động nhiệt đới cũng rất hiếm hoi ở Great Lakes. Tuy nhiên, một hệ thống bão xuất hiện tương tự như một cơn lốc xoáy nhiệt đới hoặc cận nhiệt đới được hình thành vào năm 1996 trên Hồ Huron. Nó hình thành một cấu trúc giống như mắt ở trung tâm của nó, và nó có thể trong một thời gian ngắn là một cơn lốc xoáy nhiệt đới hoặc cận nhiệt đới .

## Ảnh hưởng của các chu trình khí hậu quy mô lớn

### Ảnh hưởng của ENSO

Dòng nhiệt độ mặt biển (SST) bất thường ở Thái Bình Dương nhiệt đới

Nước nóng trong thời Dao động El Niño-Southern làm giảm đi tiềm năng của sự hình thành cơn lốc xoáy nhiệt đới chủ yếu ở lưu vực Đại Tây Dương và chung quanh Úc. Bởi vì cả các cơn lốc xoáy nhiệt đới ở các lưu vực phía đông bắc Thái Bình Dương và Bắc Đại Tây Dương được tạo ra phần lớn bởi sóng nhiệt đới từ cùng một làn sóng, hoạt động của cyclone nhiệt đới ở Bắc Đại Tây Dương giảm làm cho hoạt động của bão nhiệt đới ở Đông Bắc Thái Bình Dương gia tăng  Ở Tây Bắc Thái Bình Dương, El Niño làm thay đổi sự hình thành của các cơn lốc xoáy nhiệt đới về phía đông. Trong các đợt El Nino, các cơn lốc xoáy nhiệt đới có xu hướng hình thành ở phần phía đông của lưu vực, giữa 150 ° E và Đường đổi ngày quốc tế (IDL). Cùng với sự gia tăng hoạt động ở khu vực Trung Bắc Thái Bình Dương (IDL đến 140 ° W) và Trung Nam Thái Bình Dương (phía đông 160 ° E), sẽ có sự gia tăng ròng trong việc phát triển cơn bão nhiệt đới gần Đường đổi ngày quốc tế ở cả hai bên của đường xích đạo . Mặc dù không có mối liên hệ tuyến tính giữa sức mạnh của El Nino và sự hình thành bão nhiệt đới ở Tây Bắc Thái Bình Dương, các cơn bão hình thành trong những năm El Nino có khuynh hướng kéo dài hơn và cường độ cao hơn  Sự hình thành bão nhiệt đới ở Tây Bắc Thái Bình Dương bị ngăn chặn ở phía tây của 150 ° E trong năm theo sau một sự kiện El Nino.

### Ảnh hưởng của MJO

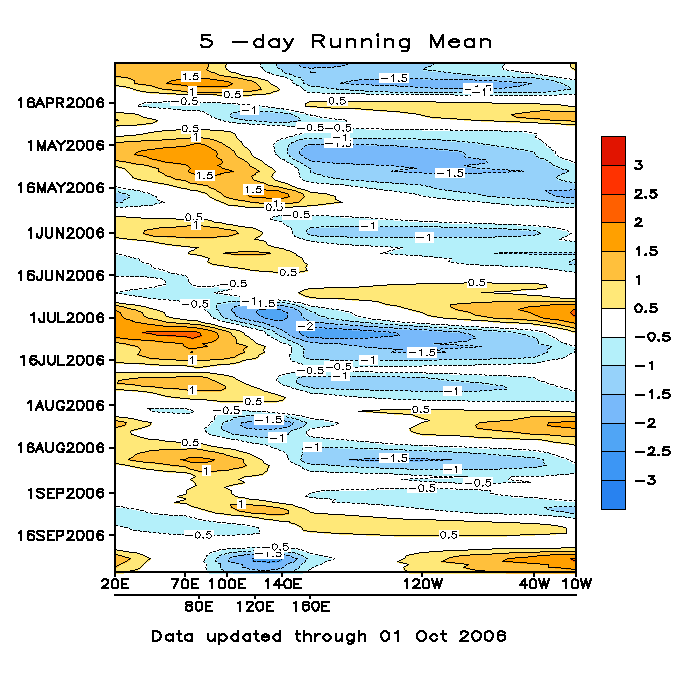
Con số trung bình 5 ngày hoạt động của MJO. Lưu ý cách nó di chuyển về phía đông với thời gian.

Nói chung, gió tây tăng liên quan đến dao động Madden-Julian dẫn đến sự gia tăng sự hình thành bão nhiệt đới ở tất cả các lưu vực. Khi dao động lan truyền từ tây sang đông, nó dẫn đến một cuộc di chuyển về phía đông trong sự hình thành bão nhiệt đới với thời gian trong mùa hè của bán cầu đó. Tuy nhiên, mối quan hệ nghịch đảo giữa hoạt động bão nhiệt đới ở lưu vực phía Tây Thái Bình Dương và lưu vực Bắc Đại Tây Dương. Khi một lưu vực đang hoạt động, lưu vực khác thường là yên lặng, và ngược lại. Nguyên nhân chính dường như là giai đoạn của dao động Madden-Julian, hoặc MJO, thường ở các chế độ đối nghịch giữa hai lưu vực tại bất kỳ thời điểm nào.

### Ảnh hưởng của sóng xích đạo Rossby
Các nghiên cứu cho thấy các gói sóng xích đạo Rossby có thể làm tăng khả năng xảy ra sự hình thành bão nhiệt đới ở Thái Bình Dương khi chúng làm tăng các đợt gió tây mức thấp ở khu vực đó, sau đó dẫn đến sự xoáy nước ở mức độ thấp mạnh hơn. Các sóng riêng lẻ có thể di chuyển với tốc độ khoảng 1,8 m / s (4 mph) mỗi lần, mặc dù nhóm có xu hướng vẫn đứng yên

## Dự báo theo mùa
Từ năm 1984, Đại học Bang Colorado đã đưa ra các dự báo bão nhiệt đới theo mùa cho lưu vực Bắc Đại Tây Dương, với kết quả tốt hơn so với khí hậu học. Trường đại học đã tìm thấy một số mối quan hệ thống kê cho lưu vực này dường như cho phép dự đoán tầm xa của số lượng xoáy thuận nhiệt đới. Kể từ đó, nhiều người khác đã theo bước của trường đại học, với một số tổ chức phát hành dự báo theo mùa cho vùng tây bắc Thái Bình Dương và khu vực của Úc. Các dự báo có liên quan đến dao động khu vực trong hệ thống khí hậu toàn cầu: Lưu thông Walker có liên quan đến Dao động El Nino-Southern; Dao động Bắc Đại Tây Dương (NAO); Dao động Bắc cực (AO); và mô hình Bắc Mỹ Thái Bình Dương (PNA).